# Pchich
La rivière Pchich (en russe : Пшиш) est un cours d'eau de Russie et un affluent gauche du Kouban.
La Pchich prend sa source sur les contreforts septentrionaux du Grand Caucase et arrose le kraï de Krasnodar et la république d'Adyguée. Elle est longue de 270 km et draine un bassin de 1 850 km2. 
Elle arrose la ville de Khadyjensk, dans le kraï de Krasnodar.

## Source
- Grande Encyclopédie soviétique